# 中川久持
中川 久持（なかがわ ひさもち）は、豊後国岡藩の第9代藩主。

## 略歴
安永5年（1776年）11月20日、第8代藩主・中川久貞の次男で、当時事実上藩主の代理を行っていた「若殿」久徳の次男として生まれる。なお、幕府には明和8年（1771年）誕生として届け出が行われた。幕府への届け出上、実際には安永2年（1773年）生まれで姉に当たる正室所生の純姫を妹としている。
久徳は祖父の世子であったが、不行跡を理由に廃嫡され、その長男である久遠が世子となっていたが早世したため、久遠の弟である久持が祖父の世子に指名され、寛政2年（1790年）の祖父の死去により家督を継いだ。同年12月1日に従五位下、修理大夫に叙任する。
寛政10年（1798年）9月18日に急死した。享年23。実子が無く、養子の久貴（柳沢保光の五男）が跡を継いだ。

## 系譜
- 父：中川久徳（1745年 - 1811年）
- 母：山本勝五郎の娘
- 正室：無
- 養子
  - 男子：中川久貴（1787年 - 1824年） - 柳沢保光の五男